# Royston (Georgia)
Royston è una città degli Stati Uniti d'America, situata in Georgia, divisa tra la Contea di Franklin, la Contea di Hart e la Contea di Madison.